# Trochocarpa montana
Trochocarpa montana, el brezo de montaña (mountain tree heath) es un arbusto o pequeño árbol de  Australia. Crece a elevada altitud desde Cumbres Barrington hasta la región de  Dorrigo en el norte de Nueva Gales del Sur.

## Descripción
Es un pequeño árbol o arbusto. El tronco torcido puede ser de hasta 30 cm de diámetro, ligeramente rebordeadas en la base. Con frecuencia se le ve de unos pocos metros de alto, pero puede crecer hasta 10 metros. La corteza es delgada, café moteado, rosácea o de color gamuza. La corteza se encuentra en patrones escamosos. Debajo de la corteza el color es mucho más oscuro.
Las hojas son alternadas, no se encuentran agrupadas en los extremos de las ramillas como se ve en Trochocarpa laurina. Las hojas no son dentadas, son elípticas, de 1.5 a 7 cm de largo y de 0.4 a 2.5 cm de ancho, puntiagudas en el extremo. Verdes brillosas por ambos lados, más pálidas en el envés. Cinco venas paralelas en la hoja, la nervadura es más evidente debajo de la hoja. Las nuevas hojas son rojas. Los tallos de las hojas miden de 2 a 3 mm de largo, vellosas.
Las flores café-cremosas aparecen en espigas de marzo a julio. El fruto es una pequeña drupa aplanada; de color azul a negro violáceo, madurando desde noviembre a febrero. Dentro del arilo de la  drupa está un endocarpio huesudo con diez nervios , cada una de las diez celdas contiene una semilla.

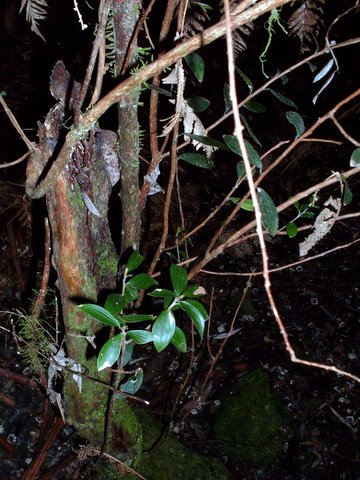
Brezo de montaña a una altitud de 1350 metros sobre el nivel del mar, cerca del río Tia, Australia.

## Hábitat
Su hábitat se encuentra por encima de los 1000 metros sobre el nivel del mar en  bosques templados húmedos frescos, usualmente dominados por Nothofagus moorei o sassafras.

## Taxonomía
Trochocarpa montana fue descrita por J.B.Williams & J.T.Hunter  y publicado en Telopea 11(4): 413 (-417; map). 2007